# Boaco
Boaco este un oraș situat în partea de central-vestică a statului Nicaragua. Este reședința departamentului omonim, Boaco. Localitatea a fost poreclită de către Armando Incer Barquero "Ciudad de Dos Pisos" (Orașul celor două etaje), datorită clădirilor sale. La nivelul solului se află doar parcul și terenul de baseball.